# Корлис Веларіон
Корлис Веларіон — персонаж вигаданого світу американського письменника Джорджа Мартіна у сазі «Пісня льоду та вогню». Лорд Дріфтмарка, адмірал, мандрівник, учасник Танцю Драконів. Герой ряду книг Мартіна та серіалу «Дім Дракона».

## Біографія
Згідно з Джорджем Мартіном, Корлис Веларіон належав до аристократичного роду валірійського походження, пов'язаного з кораблями та морем. Він був старшим сином лорда Дейемона Веларіона. З дитинства Корлис, який отримав своє ім'я на честь першого лорда-командувача Королівської Гвардії, займався морською справою. Він став знаменитим мореплавцем і обійшов на своїх кораблях усі моря навколо Вестероса і біля віддалених берегів. Веларіон став першим вестеросцем, що проплив уздовж північного узбережжя Ессоса і побував у Асшаї крайньому сході населеного світу. Ці плавання принесли йому величезне багатство та прізвисько Морський Змій.
Після смерті діда Корлис успадкував титул лорда Дріфтмарка. Його нареченою деякий час вважалася дочка короля Джейхериса I Дейела, яка згодом стала дружиною лорда Аррена. Веларіон одружився з принцесою Рейніс, онуці Джейхеріс. Після загибелі тестя він відстоював права на престол своєї дружини і сина Лейнора, але Велика рада, що зібралася в Харренхоллі, воліла оголосити спадкоємцем королівського онука Візеріса Таргарієна. Пізніше Корлис уклав союз із братом Візериса Дейемоном і разом із ним завоював архіпелаг Ступені в Вузькому морі. За Дейемона він видав свою дочку Лейну, а сина Лейнора одружив з Рейнірою — дочкою Візериса.
Рейніра стала спадкоємицею престолу. Однак пізніше з'явився ще один претендент — Ейгон, син короля від другої дружини, Алісент Хайтауер. Після смерті Візериса Корлис підтримав невістку і став одним із керівників партії «чорних». У Танку Драконів (громадянській війні, що розгорнулася після смерті Візериса) він бився на боці Рейніри, причому його флот блокував з моря Королівську Гавань. Пізніше відносини між союзниками зіпсувалися, оскільки лорд Дріфтмарка безуспішно виступав за досягнення компромісу і вважав Рейніру винною в смерті дружини. Після втечі зі столиці Аддама Веларіона Корлис опинився у в'язниці. Коли королева загинула, він присягнув на вірність Ейгону, але залишився прихильником помірної політики. Пізніше Ейгон помер від отрути під час наступу на столицю армії «чорних», і підозра в отруєнні впала на Морського Змія та деяких інших лордів. Веларіон був виправданий у суді і увійшов до складу регентської ради, яка керувала країною до повноліття сина Рейніри Ейгона III. Він помер у глибокій старості через нещасний випадок.

## У культурі
Корлис Веларіон став персонажем псевдохронік «Світ льоду та полум'я» та «Полум'я та кров». Він відіграє важливу роль у серіалі «Дім Дракона», де його зіграв Стів Туссен. Вибір цієї ролі темношкірого актора викликав негативну реакцію багатьох фанатів Мартіна, а Тусен відповів на це звинуваченнями в расизмі. За словами одного з рецензентів, у першій серії сім'я Веларіонів виглядає дивно: білошкіра «Майже королева» Рейєніс у компанії чорношкірого чоловіка і дітей виглядає так, ніби в цю родину її підкинули.